# Exoacantha heterophylla
Exoacantha heterophylla är en växtart som är ensam art i släktet Exoacantha i familjen flockblommiga växter.
Arten är en ettårig ört som förekommer från södra Turkiet till Israel. Den beskrevs av Jacques-Julien Houtou de La Billardière 1791.